# Valerij Rezancev
Valerij Grigor'evič Rezancev (in russo Вале́рий Григо́рьевич Реза́нцев?; Novomoskovsk, 8 ottobre 1946) è un ex lottatore sovietico, specializzato nella lotta greco-romana.
Ha vinto due medaglie d'oro alle Olimpiadi di Monaco 1972 e di Montreal 1976, gareggiando per l'Unione Sovietica, entrambe nella categoria dei pesi medio-massimi (fino a 90 kg.).
Ha vinto la medaglia d'oro ai Campionati mondiali di lotta greco-romana nel 1970, nel 1971, nel 1973, nel 1974 e nel 1975, tutte nella stessa categoria dei pesi medio-massimi.
Rezancev ha vinto anche, sempre nella medesima categoria, la medaglia d'oro ai Campionati europei del 1970, 1973 e 1974.
Dopo aver messo fine alla sua carriera agonistica, Rezancev diventò un apprezzato giudice di gara nelle più importanti manifestazioni internazionali di lotta greco-romana.
Nel 2004 la Federazione internazionale di lotta (FILA) lo ha inserito nella International Wrestling Hall of Fame.